# Wüsten-Buchholz
Wüsten-Buchholz, auch Wüsten Buchholz, ist ein Ortsteil im Norden der Stadt Perleberg im Landkreis Prignitz.

## Geografie
Wüsten-Buchholz liegt im Norden der Stadt Perleberg. Südöstlich benachbart ist der Perleberger Ortsteil Groß Buchholz, im Südwesten schließt sich der Ortsteil Quitzow, im Westen der Ortsteil Schönfeld an. Im Nordwesten grenzt Wüsten-Buchholz an die Gemeinde Karstädt, im Nordosten an die Gemeinde Groß Pankow (Prignitz).
Im Süden des Ortes findet sich der Wohnplatz Kolonie.

## Geschichte
Auf dem Gebiet von Wüsten-Buchholz befand sich im 10. bis 12. Jahrhundert eine slawische Siedlung. 1345 wird der Ort erstmals als slavicali bucholt (Wendisch Buchholz) belegt. Der Zusatz Wendisch bezog sich auf die im Ort lebenden Slawen und sollte zur Unterscheidung zu Deutsch-Buchholz (heute Groß Buchholz) dienen. Auf der wahrscheinlich 1499, sicher aber 1542 wüst gewordenen Feldmark entstand dann die Gutssiedlung Wüsten Buchholz.
1790 erwarb der Amtmann zu Stesow und Bochin, Georg Livonius (1748–1827), das Rittergut Wüsten Buchholz von der verwitweten Majorin Ilsabe Sibylle Gans Edlen Frau zu Putlitz. Um 1880 weits das erstmals amtlich publizierte General-Adressbuch der Rittergutsbesitzer für die Provinz Brandenburg für Wüsten-Buchholz ein kreistagsfähiges Rittergut aus, hier mit der Bezeichnung Buchholz-Wüster. Gutsherr ist ein Herr Dunte. Zum Besitz gehörten 467 ha Acker, 16 ha Wiesen und 80 ha Forsten, gesamt 563 ha Fläche. Kurz vor der großen Wirtschaftskrise 1929/30 heißt der Gutsbesitzer Arno Böckelmann, der Pächter ist Günter Böckelmann. Das Rittergut hatte hier insgesamt 539 ha, die Größe blieb also relativ stabil.
Am 3. Juli 1972 wurde die Gemeinde Schönfeld, zu der Wüsten-Buchholz bis dahin gehörte, nach Quitzow eingemeindet. Am 6. Dezember 1993 wurde Wüsten-Buchholz zusammen mit Quitzow und Schönfeld in die Kreisstadt Perleberg eingegliedert.

## Bauwerke
Sehenswürdig ist das Gutshaus, das vermutlich im frühen 19. Jahrhundert erbaut wurde.

## Einwohnerentwicklung
| Datum         | Einwohnerzahl |
| ------------- | ------------- |
| 1800          | 67            |
| 1817          | 52            |
| 1840          | 64            |
| 1858          | 99            |
| 1895          | 97            |
| 1925          | 134           |
| 11. Jan. 2011 | 107           |
| 31. Dez. 2012 | 97            |

## Persönlichkeiten
- George von Livonius, in Wüsten-Buchholz geboren, Sohn des Amtmann Livonius